# 샐리 포레스트

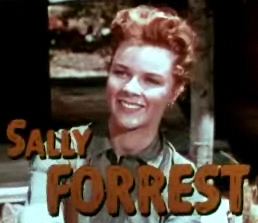

샐리 포레스트(Sally Forrest, 1928년 5월 28일 ~ 2015년 3월 15일)는 미국의 배우, 댄서, 연극 배우, 텔레비전 배우, 영화배우이다.
샌디에이고에서 태어났으며 베벌리힐스에서 사망하였다. 사인은 암이다.

## 영화
- 도시가 잠든 사이에 (1956년)
- 신바드의 아들  (1955년)
- 클라이막스! (1954년)
- 거칠게, 빠르게, 아름답게 (1951년)
- 벤전스벨리 (1951년)
- 스트립 (1951년)
- 미스테리 스트리트 (1950년)
- 낫 원티드 (1949년)
- 두려움 없이 (1949년)
- 벨브디어씨 대학가다 (1949년)
- 테이크 미 아웃 투 더 볼 게임 (1949년)
- 스튜디오 원 (1948년)
- 키싱 밴디트 (1948년)
- 틸 더 클라우즈 롤 바이 (1946년)